# ساسوکوروارو
ساسوکوروارو (به ایتالیایی: Sassocorvaro) یک کومونه در ایتالیا است که در استان پزارو و اوربینو واقع شده‌است. ساسوکوروارو ۶۶٫۵ کیلومتر مربع مساحت و ۳٬۵۰۶ نفر جمعیت دارد و ۳۳۱ متر بالاتر از سطح دریا واقع شده‌است.